# Gramática de la lengua castellana

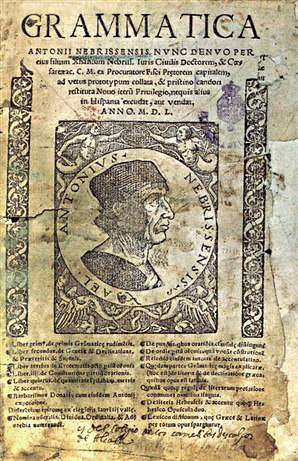
Okładka książki Grammatica Nebrissensis

Gramática de la lengua castellana (pol. „Gramatyka języka hiszpańskiego”), znana także pod tytułem Grammatica Antonii Nebrissensis – wydany w 1492 r. opis języka hiszpańskiego, napisany przez Antonia de Nebriję.
Autor podzielił dzieło na pięć ksiąg, opisując kolejno:
- ortografię;
- prozodię i sylaby;
- etymologię i dykcję;
- syntaktykę.

Zawiera ona dziesięć części mowy podzielonych na: rzeczowniki, zaimki, czasowniki, imiesłowy, przyimki, przysłówki, wykrzykniki, spójniki, rzeczowniki odczasownikowe tzw. gerundium oraz supinum. Piąta księga poświęcona jest nauczaniu hiszpańskiego jako języka obcego. Jest to jednocześnie najstarsza gramatyka nowożytnego języka europejskiego.